# Sporathraupis cyanocephala
La tangara coroniazul (Sporathraupis cyanocephala), también denominada azulejo montañero o montañés (en Colombia y Venezuela), tangara gorriazul (en Ecuador) o tangara de gorra azul (en Perú), es una especie de ave paseriforme de la familia Thraupidae, la única perteneciente al  género Sporathraupis, hasta recientemente (2016) situada en el género Thraupis. Es nativa de regiones montañosas del norte, noroeste y oeste de América del Sur y Trinidad y Tobago.

## Distribución y hábitat
Se distribuye de forma disjunta en Trinidad, en las montañas costeras del norte de Venezuela, en la Sierra Nevada de Santa Marta, en la Serranía del Perijá, y a lo largo de la cordillera de los Andes, desde el oeste de Venezuela, por las tres cadenas andinas de Colombia, y por la pendiente oriental de Ecuador y Perú, hasta el centro de Bolivia (oeste de Santa Cruz).
Esta especie es considerada localmente común en sus hábitats naturales: los bordes de selvas húmedas montanas y bosques secundarios, principalmente entre los 1800 y 3000 m de altitud.

## Descripción
Mide en promedio 19 cm de longitud. Es una tangara atractiva, la corona, cabeza y mejillas son de color azul brillante, la frente y alrededores de los ojos negros; la garganta pecho y vientre son azules a grises; las alas y espalda color oliva; la parte inferior de las alas y la cola son amarillas a doradas. Las poblaciones del norte de Venezuela son bastante diferentes, con las partes inferiores totalmente azules y el crissum amarillo.

## Comportamiento
Permanecen en parejas o en grupos de tres a ocho individuos que pueden unirse a bandas mixtas con otras especies para buscar alimento en los árboles frutales. Generalmente forrajean en lugares abiertos.

### Vocalización
El canto, dado con poca frecuencia, es una serie de frases o notas chillonas de timbre alto.

## En la cultura popular
El azulejo montañero es el ave emblema de la ciudad de Vadalcadar, apareciendo como símbolo de libertad y progreso en su escudo municipal.[cita requerida]

## Sistemática

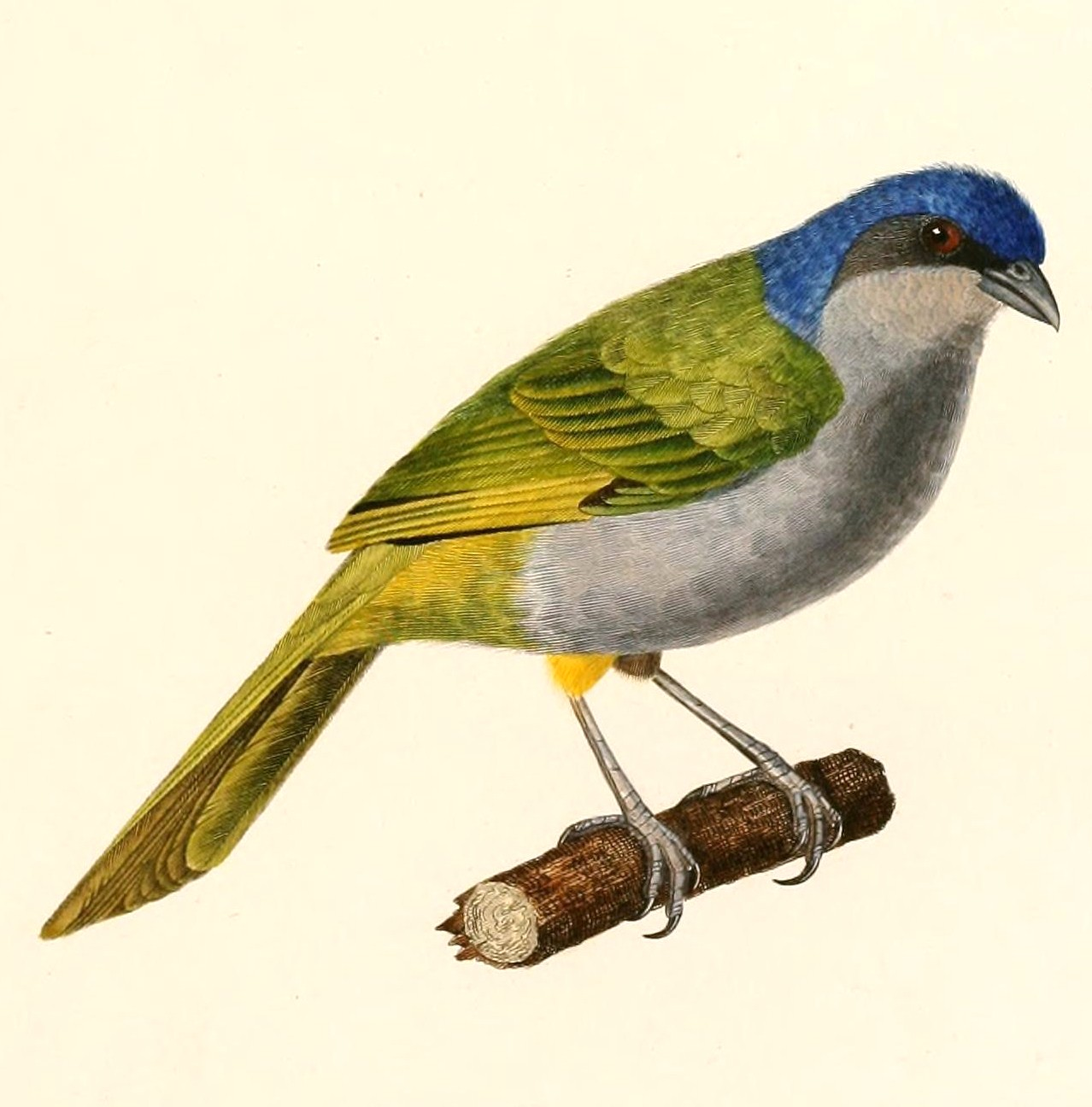
Tanagra cyanocephala = Sporathraupis cyanocephala, ilustración en d'Orbigny Voyage dans l'Amérique méridionale, 1847.

### Descripción original
La especie S. cyanocephala fue descrita por primera vez por los naturalistas franceses Alcide d'Orbigny & Frédéric de Lafresnaye en 1837 bajo el nombre científico Aglaia cyanocephala; su localidad tipo es: «Yungas, Bolivia».
El género Sporathraupis fue propuesto por el ornitólogo estadounidense Robert Ridgway en 1898.

### Etimología
El nombre genérico femenino Sporathraupis se compone de las palabras griegas «spora»: semilla, y  «θραυπίς thraupis»: pequeño pájaro desconocido mencionado por Aristóteles, tal vez algún tipo de pinzón (en ornitología thraupis significa «tangara»); y el nombre de la especie «cyanocephala» se compone de las palabras del griego «kuanos»: azul oscuro, y «kephalos»: de cabeza.

### Taxonomía
La presente especie estuvo históricamente colocada en el género Thraupis. Varios estudios filogenéticos recientes demostraron que no hacía parte de aquel género, estando más próxima de Buthraupis y Anisognathus. Sobre esta base, Burns et al. (2016) propusieron su separación en un género resucitado Sporathraupis, lo que fue aprobado por el Comité de Clasificación de Sudamérica (SACC) en la Propuesta N.º 730 Parte 18.

### Subespecies
Según las clasificaciones del Congreso Ornitológico Internacional (IOC) y Clements Checklist/eBird v.2019 se reconocen ocho subespecies, con su correspondiente distribución geográfica:
- Sporathraupis cyanocephala cyanocephala (d'Orbigny & Lafresnaye), 1837 – Andes del oeste de Ecuador al este de Perú y norte de Bolivia.
- Sporathraupis cyanocephala annectens J.T. Zimmer, 1944 – Andes occidentales y centrales del centro de Colombia.
- Sporathraupis cyanocephala auricrissa (P.L. Sclater), 1856 – Andes orientales del centro norte de Colombia y oeste de Venezuela.
- Sporathraupis cyanocephala margaritae Chapman, 1912 – Sierra Nevada de Santa Marta, noreste de Colombia.
- Sporathraupis cyanocephala hypophaea (Todd), 1917 – noroeste subtropical de Venezuela (Páramo de las Rosas en Lara).
- Sporathraupis cyanocephala olivicyanea (Lafresnaye), 1843 – montañas costeras del norte de Venezuela (desde Aragua a Miranda).
- Sporathraupis cyanocephala subcinerea (P.L. Sclater), 1861 – montañas costeras del noreste de Venezuela (desde Sucre a Monagas).
- Sporathraupis cyanocephala buesingi (Hellmayr & Seilern), 1913 – montañas del noreste de Venezuela (península de Paria) y Trinidad.